# Мухаммад II ан-Насір
Аль-Малік ан-Насір Абу аль-Саадат Наср ад-Дін Мухаммад ібн Кайтбей аль-Ашраф (араб. السلطان الملك الناصر أبو السعادات ناصر الدين محمد ابن الملك الأشرف) — мамелюкський султан Єгипту з династії Бурджитів.

## Життєпис
Син султаната Кайтбея і черкеської наложниці Хован Асалбей. Народився 1482 року. У дитинстві Мухаммад страждав від суворого виховання, застосованого до нього батьком. Він провів своє життя у Каїрській цитаделі. Єдиний раз, коли він виходив, це відвідування свята, влаштованого атабегом (командуючим війська) Азбакою. 
Незадовго до смерті Кайтебея розгорнулася боротьба за владу між групами мамлюків. Спочатку атабег Тамраз і давадар Акберди вирішили оголосити султаном Мухаммада. Але їх атакував вуйко останнього Кансуг аз-Загір, який з 7 на 8 серпня оголосив Мухаммада султаном. Це стало всупереч волі Кайтбея, але він помер саме в цю ніч. При цьому халіф аль-Мутавакіль II оголосив законним сходження на трон Мухаммада II. Кансуг отримав титул наїб ас-салтана (на кшталт віцесултана) та вищим атабегом. Іншим впливовим посадовцем став емір Картбей аль-Ахмар. За цим було заслано до Леванту мамлюків з клану Іналія. 
Султан не звертав уваги на державі справи, поринувши у задоволення та розпусту. Невдовзі почалася боротьба між Кансуг ас-Загіром і Акбарді. Спочатку останній втік до Дамаску, але потім зумів захопити Каїр. Разом з тим Мухаммад II намагався озброїти єгипетську армію вогнепальною зброєю. 1497 року Кансуг повалив Мухаммада II, але останній у 1498 році зумів повренутися до влади. Проте його панування тривало лише 3 місяці. Султана було вбито 31 жовтня 1498 року у Газі внаслідок змови емірів Азбака і Туман-бея, після чого новим султаном став його Кансуг аз-Загір.
Його першою дружиною була Гевгермелікш-хатун, донька шахзаде Джема та онука османського султана Мехмеда II. Потім одружився з Місірбай, удовою Куртбая, наїба (губернатора) Гази.